# Profetes menors
Els profetes menors o els dotze profetes són dotze llibres individuals de l'Antic Testament, un per a cadascun dels profetes. Els termes "profetes menors" o "dotze profetes" també pot fer referència als dotze autors tradicionals d'aquestes obres.
El terme "menor" es refereix a la llargària de cada llibre (que van des de només un capítol a catorze), i àdhuc el més llarg és curt en comparació amb els dels quatre profetes majors, Isaïes, Jeremies, Ezequiel i Daniel. No se sap quan foren recopilades aquestes obres curtes i traslladades a un sol rotlle, però la primera evidència extra-bíblica que n'hi ha d'aquests texts com a col·lecció fou aproximadament el 190 aC als escrits de Jesús Ben Sirac. L'evidència dels rotlles de la mar Morta suggereix que l'ordre modern fou establert el 150 aC, i se'n creu que inicialment foren recollits els sis primers, i més endavant s'hi afegiren els altres sis.

## Els texts bíblics
Llurs obres s'estudien freqüentment juntes, i estan sempre ordenades a les bíblies jueves, protestants i catòliques com:
1. Osees
2. Joel
3. Amós
4. Abdies
5. Jonàs
6. Miquees
7. Nahum
8. Habacuc
9. Sofonies
10. Ageu
11. Zacaries
12. Malaquies

Tanmateix, en moltes bíblies ortodoxes estan ordenats d'acord amb la Septuaginta de la següent manera:
1. Osees
2. Amós
3. Miquees
4. Joel
5. Abdies
6. Jonàs
7. Nahum
8. Habacuc
9. Sofonies
10. Ageu
11. Zacaries
12. Malaquies

## Composició
Molts, tot i que no tots, els erudits moderns estan d'acord que el procés d'edició que produí el Llibre dels Dotze arribà a la seva forma definitiva a la Jerusalem del període aquemènida (538 aC - 332 aC), encara que no hi ha acord sobre la data concreta. Els estudiosos solen assumir que hi ha un nucli original de la tradició profètica a cada llibre que es pot atribuir a la figura de la qual pren el nom. L'excepció notable és el Llibre de Jonàs, una obra anònima que no conté oracles profètics, probablement composta durant el període hel·lenístic (332 aC - 167 aC).
En general, cada llibre inclou tres tipus de materials:
- Material autobiogràfic, escrit en primera persona, alguns dels quals es remunten al profeta de què tracta.
- Materials biogràfics sobre el profeta, escrits en tercera persona, que demostra que la recopilació i edició dels llibres fou completada per persones diferents als propis profetes.
- Oracles o discursos dels profetes, generalment en forma poètica, i basats en una àmplia varietat de gèneres: judici de l'Aliança, oracles contra les nacions, oracles del judici, discursos, cançons, himnes, narrativa, laments, lleis, proverbis, gests simbòlics, oracions, escrits sapiencials i profecies.[4]

La comparació de diferents manuscrits antics indica que l'ordre dels llibres individuals fou originàriament fluid. La disposició que es troba a les bíblies actuals és més o menys cronològica
Primer venen els profetes datats a començaments del període assiri: Osees, Amós, Abdies, Jonàs, Miquees. Joel no està datat, però es col·locà possiblement abans d'Amós perquè parts d'un verset del final del Llibre de Joel (3,16) es repeteix al començament del Llibre d'Amós (1,2), essent idèntics. També s'hi pot trobar tant a Amós (4,9 i 7,1 a 3) com a Joel la descripció d'una plaga de llagostes.
Després se situen els profetes corresponents al posterior període assiri: Nahum, Habacuc i Sofonies. Per acabar venen els corresponents al període persa: Ageu, Zacaries i Malaquies. Tanmateix, és important tenir en compte que la cronologia no és pas l'única consideració, atès que «sembla que un enfocament emfàtic sobre Jerusalem i Judà fou [també] una preocupació principal». Per exemple, el Llibre d'Abdies s'entén generalment com un reflex de la destrucció de Jerusalem l'any 586 aC, i, per tant, degué ser un escrit més tard en una seqüència purament cronològica.